# Bosse (Einheit)
Die Bosse, auch Stückle, war ein Volumenmass im Schweizer Kanton Neuenburg. Als  Mass für Baukalk mit den neueren Massen galt
- 1 Bosse = 20 Boissaux (neue) = 300 Liter

Als Flüssigkeitsmass war
- 1 Bosse = 24 Brandes = 480 Pots = 914,06 Liter[1]
- 1 Bosse = 46.100 Pariser Kubikzoll = 678 Pots (neuchatel.) = 60 Brochets = 30 Septiers/Eimer[2]